# Ceryx expandens
Ceryx expandens là một loài bướm đêm thuộc phân họ Arctiinae, họ Erebidae.